# Maia Lumsden
Maia Lumsden (nació el 10 de enero de 1998) es una tenista profesional británica.
Su mejor clasificación en la WTA fue la número 250 del mundo, que llegó el 14 de octubre de 2019. En dobles alcanzó número 70 del mundo, que llegó el 22 de abril de 2024.

## Títulos WTA (0; 0+0)

### Dobles (0)
| Leyenda              |
| -------------------- |
| Grand Slam (0)       |
| Juegos Olímpicos (0) |
| WTA Finals (0)       |
| WTA 1000 (0)         |
| WTA 500 (0)          |
| WTA 250 (0)          |

#### Finalista (1)
| N.º | Fecha               | Torneo | Superficie | Pareja        | Oponente en la final          | Resultado |
| --- | ------------------- | ------ | ---------- | ------------- | ----------------------------- | --------- |
| 1.  | 21 de abril de 2024 | Ruan   | Dura       | Naiktha Bains | Tímea Babos Irina Khromacheva | 3-6, 4-6  |

## Títulos WTA 125s

### Dobles (2–2)
| Resultado | N.º | Fecha                    | Torneos             | Superficie | Pareja              | Oponentes                        | Resultado        |
| --------- | --- | ------------------------ | ------------------- | ---------- | ------------------- | -------------------------------- | ---------------- |
| Finalista | 1.  | 12 de agosto de 2023     | Grodzisk Mazowiecki | Dura       | Naiktha Bains       | Katarzyna Kawa Elixane Lechemia  | 3-6, 4-6         |
| Campeona  | 1.  | 18 de septiembre de 2023 | Ruan                | Dura (i)   | Jessika Ponchet     | Anna Bondár Kimberley Zimmermann | 6-3, 7-6(4)      |
| Finalista | 2.  | 17 de diciembre de 2023  | Limoges             | Dura (i)   | Oksana Kalashnikova | Cristina Bucșa Yana Sizikova     | 4-6, 1-6         |
| Campeona  | 2.  | 9 de noviembre de 2024   | Midland             | Dura (i)   | Emily Appleton      | Ariana Arseneault Mia Kupres     | 6-2, 4-6, [10-5] |